# Contea di Warren (Georgia)
La contea di Warren (in inglese Warren County) è una contea dello Stato della Georgia, negli Stati Uniti. La popolazione al censimento del 2000 era di 6 336 abitanti. Il capoluogo di contea è Warrenton.